# Les Mesneux
Les Mesneux is een gemeente in het Franse departement Marne (regio Grand Est). De plaats maakt deel uit van het arrondissement Reims. Les Mesneux telde op 1 januari 2022 963 inwoners.

## Geografie
De oppervlakte van Les Mesneux bedroeg op 1 januari 2022 4,26 vierkante kilometer; de bevolkingsdichtheid was toen 226,1 inwoners per km².

## Demografie
Onderstaande figuur toont het verloop van het inwonertal (bron: INSEE-tellingen).